# Anne Winterer
Anne Winterer (* 21. September 1894 in Konstanz; † 17. August 1938 in Berlin) war eine deutsche Fotografin.

## Leben
Die Eltern von Anne Emilie Winterer waren der Kunstgärtner Heinrich Winterer und seine Frau Anna Rosina, geborene Reiser. Anne war das dritte von fünf Kindern.
Nach ihrer Schulzeit begann sie 1912 eine Lehre bei dem Konstanzer Fotografen Hübner, die sie am 14. April 1915 mit der Gesellenprüfung abschloss. Im August 1915 ging sie nach Düsseldorf. In Emil Lichtenbergs „Atelier für photographische Bildnisse“ spezialisierte sie sich auf technische, industrielle und Architekturaufnahmen. 1917 wechselte sie ins „Photographische Atelier Constantin Luck“, wo sie sämtliche Porträtaufnahmen, besonders von Kindern, machte.
1924 lernte Winterer die elf Jahre jüngere Erna Hehmke aus Breslau kennen. Ein Jahr später zog Hehmke nach Düsseldorf. In der gemeinsamen neu gegründeten „Lichtbildwerkstatt Hehmke-Winterer“ bildete Winterer Hehmke als Fotografin aus. Anlässlich der „Großen Ausstellung Düsseldorf 1926 für Gesundheitspflege, soziale Fürsorge und Leibesübungen“ (GeSoLei) wurde „Hehmke-Winterer“ in der Kategorie wissenschaftliche Aussteller mit einer Goldenen Medaille der Stadt Düsseldorf ausgezeichnet. 1935 verließ Anne Winterer Düsseldorf und die gemeinsame Lichtbildwerkstatt und richtete in Konstanz ein neues Atelier ein. Die nunmehr verheiratete Erna Wagner-Hehmke führte das Atelier unter dem eingeführten Namen Hehmke-Winterer weiter.
In den drei Jahren bis zu ihrem Tod unternahm Winterer mehrere Fotoreisen und lieferte die Unternehmensfotos für Firmenfestschriften ihrer Auftraggeber. Eine ihrer Aufnahmen wurden nach ihrem Tod für die SS-Schrift „Der Untermensch“ verwendet.

## Werk
- J. J. Marx: 350 Jahre Tuchmacher. Mit 24 Werksfotos von Anne Winterer. Lambrecht 1935.
- Aluminium-Walzwerk Singen (Hrsg.): 25 Jahre Aluminium-Walzwerk Singen 1912–1937. Mit Werksfotos von Anne Winterer. Singen 1937.
- M. Stromeyer Lagerhausgesellschaft 1887–1937. Festschrift zum 50jährigen Bestehen. Mit 45 Werksfotos von Anne Winterer. Konstanz 1937.
- 50 Jahre Parkbrauerei. 1888–1938. Mit 35 Werksfotos von Anne Winterer. Pirmasens-Zweibrücken, Berlin 1938.

## Ausstellung
- Anne Winterer – Rheinland und Ruhrgebiet im Blick, St. Antony-Hütte Oberhausen, 28. Juni 2024 – 22. Juni 2025

## Einzelnachweis
1. ↑  Der Untermensch. Abgerufen am 30. Oktober 2021.

| Personendaten    | Personendaten       |
| ---------------- | ------------------- |
| NAME             | Winterer, Anne      |
| KURZBESCHREIBUNG | deutsche Fotografin |
| GEBURTSDATUM     | 21. September 1894  |
| GEBURTSORT       | Konstanz            |
| STERBEDATUM      | 17. August 1938     |
| STERBEORT        | Berlin              |